# Barry Norman
Pour les articles homonymes, voir Norman.
Barry Leslie Norman, né le 21 août 1933 à Londres (Angleterre) et mort le 30 juin 2017 dans la même ville[réf. nécessaire], est un critique de cinéma et animateur de télévision britannique.

## Biographie
Barry Norman animr l'émission Film... sur la BBC de 1972 à 1998.

## Distinction
- Commandeur de l'ordre de l'Empire britannique